# Táin Bó Cúailnge
Táin Bó Cúailnge (en gaèlic: 'Incursió en el ramat de Cooley') és considerada l'obra mestra de l'èpica de la literatura irlandesa antiga. Fou compilada en els segles vii-viii, i és un poema èpic comparable a l'Eneida, redactat pel filidh Senchan Torpelst. Comprèn el cicle d'Ulster, amb els herois Cú Chulainn, Medb (filla d'Eochaidh i reina de Connacht), Aillil, Deirdre i Moísi. També comprèn els llibres menors Tain Bo Regomina i Tath Ruin na Rig i les històries satèl·lit Compert Cú Chulainn (Concepció de Cú Chulainn), Tochmarc Emire (Petició de matrimoni d'Emer, filla de Forgall, per Cú Chulainn), Fled Bricrend (Festa de Bricrend) i Orgain Brudne da Dergae (Destrucció del castell de Da Derga), amb la mort de Connor el Gran (43).